# Liste von Persönlichkeiten der Stadt Gliwice
Die folgende Liste enthält die in Gliwice (Gleiwitz) geborenen sowie zeitweise lebenden Persönlichkeiten, chronologisch aufgelistet nach dem Geburtsjahr. Die Liste erhebt keinen Anspruch auf Vollständigkeit.

## In Gliwice geborene Persönlichkeiten

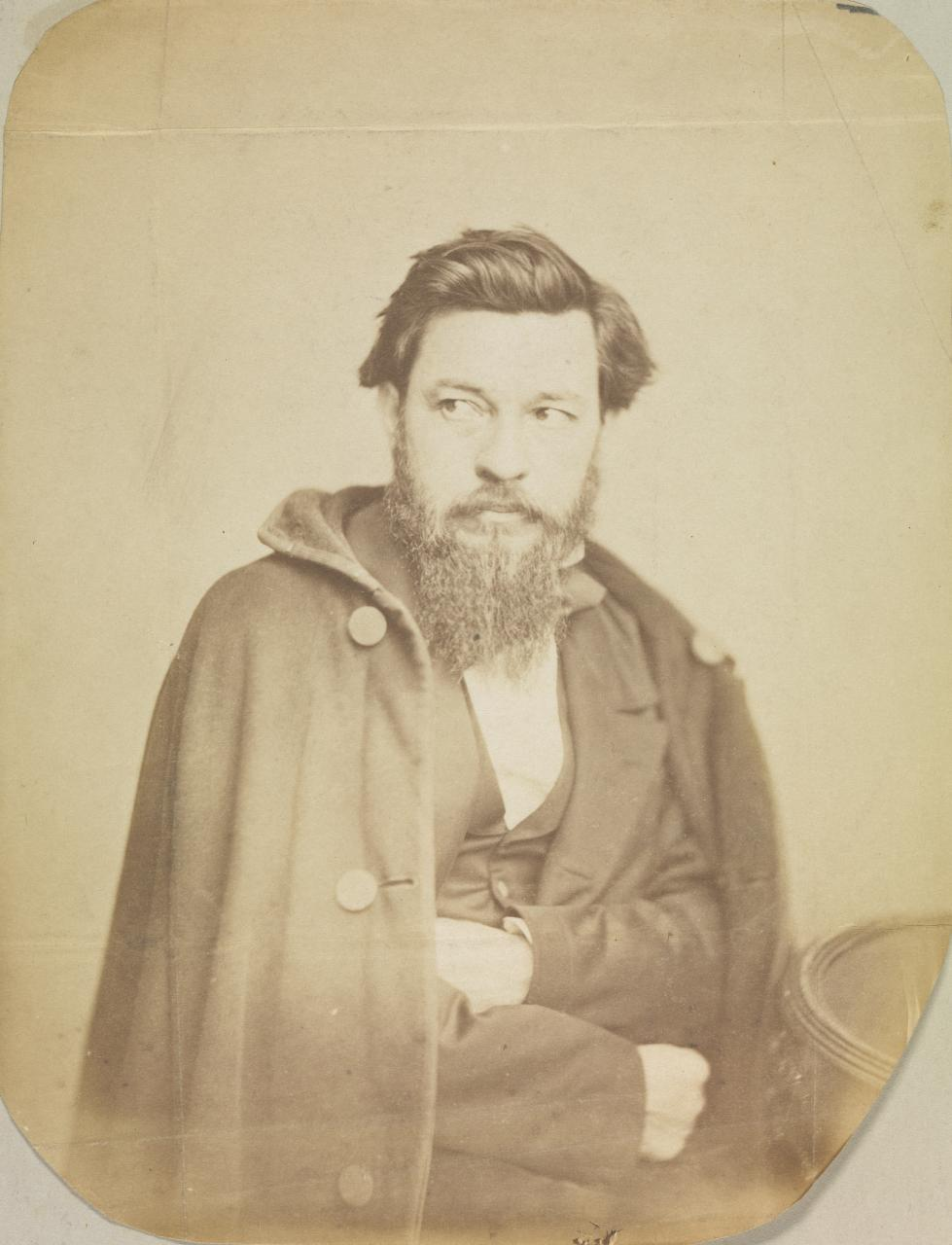
Wilhelm von Blandowski

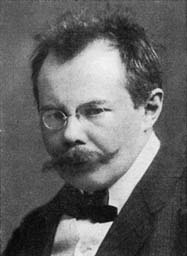
Richard Wetz

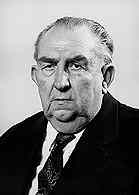
Jerzy Ziętek

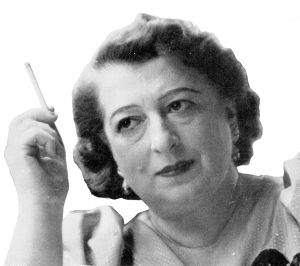
Ilse Stanley

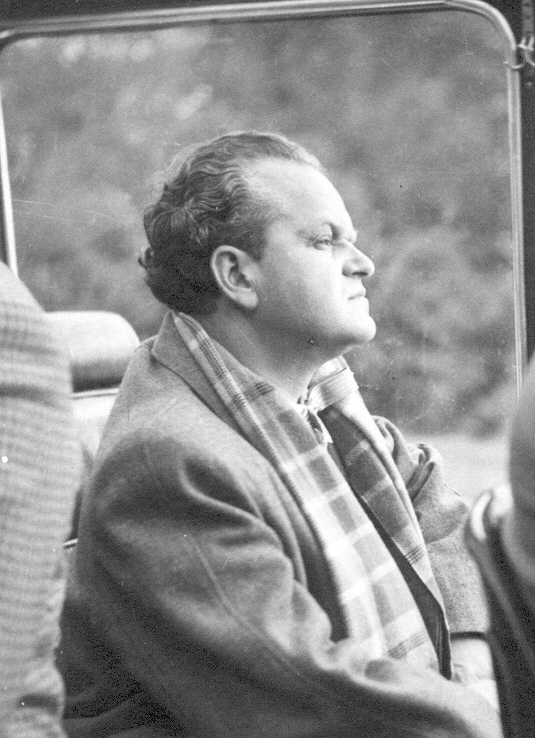
Heinrich Josef Konietzny

Olav Münzberg

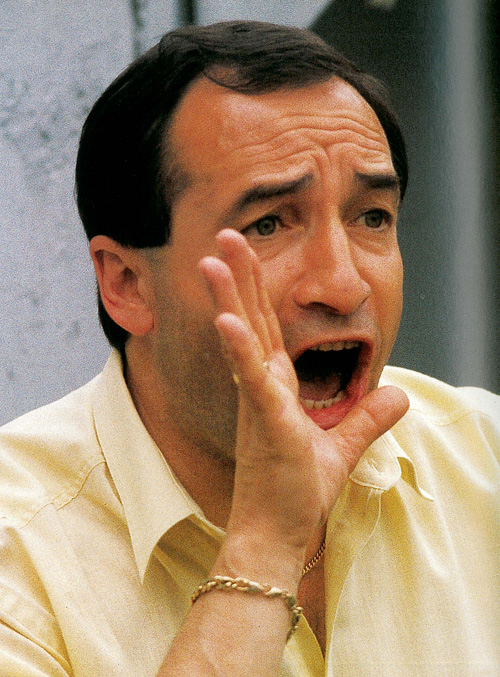
Aleksander Mandziara

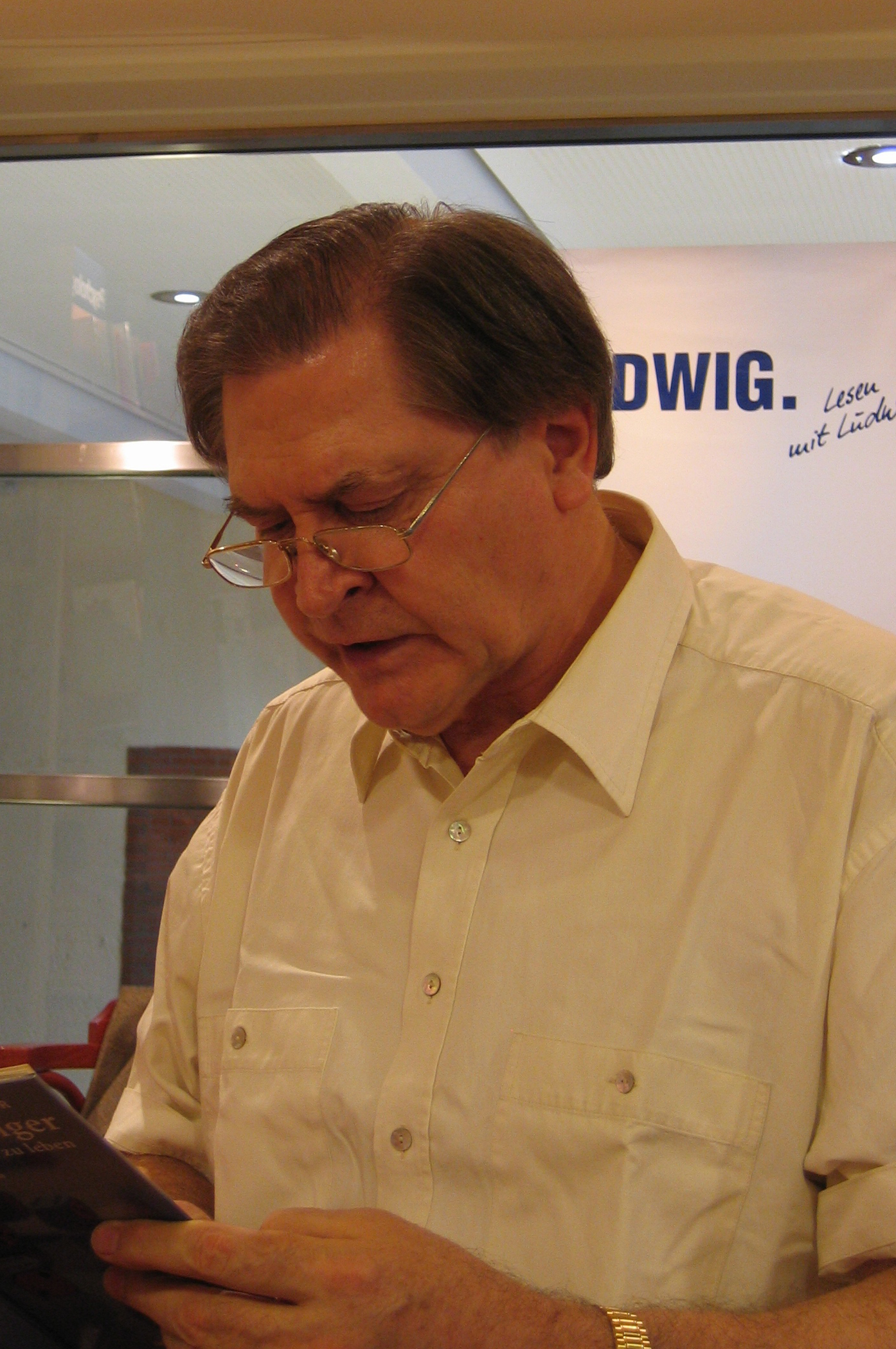
Wolfgang Bittner

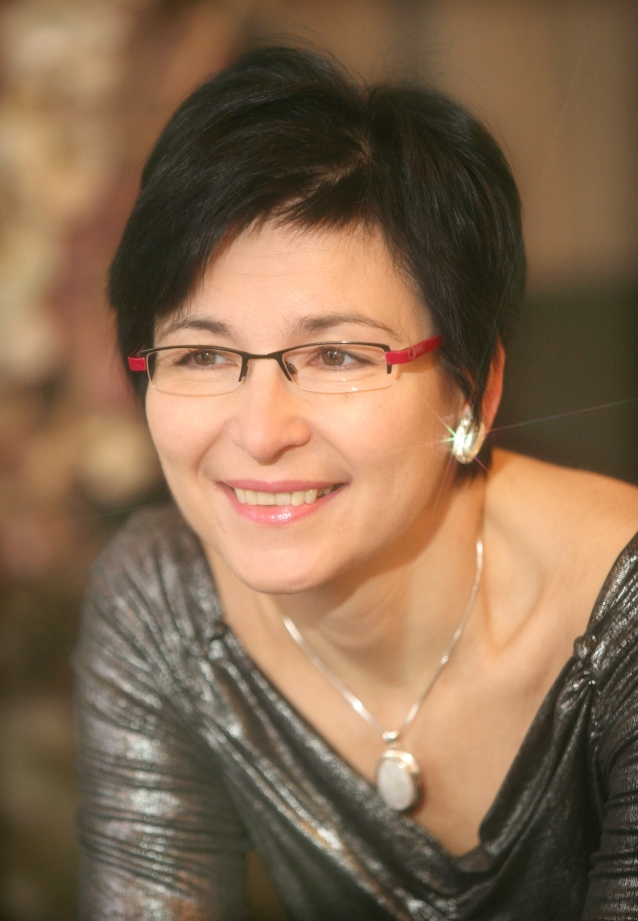
Joanna Domańska

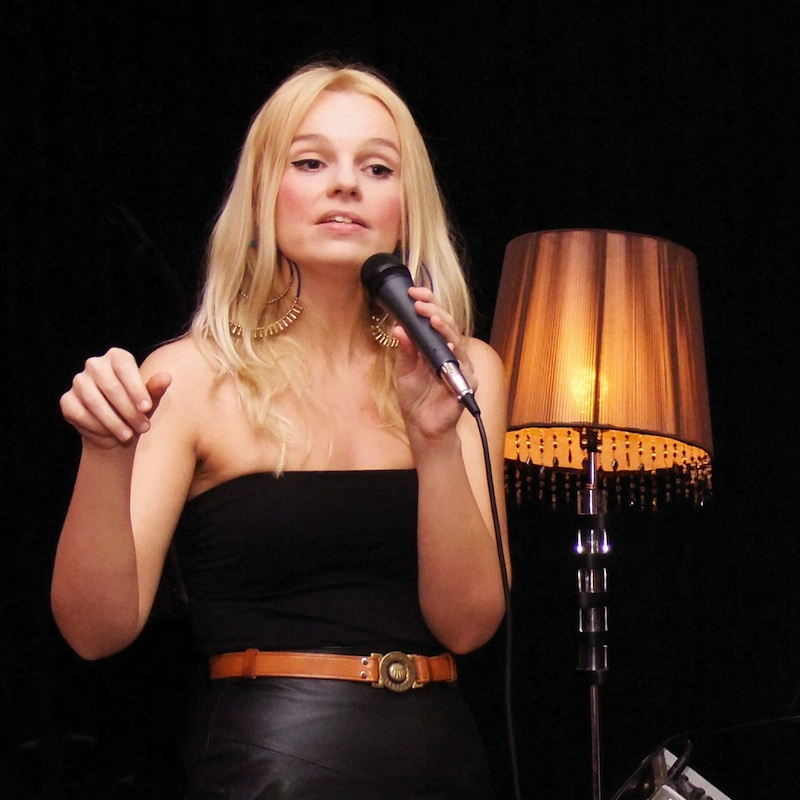
Karolina Glazer

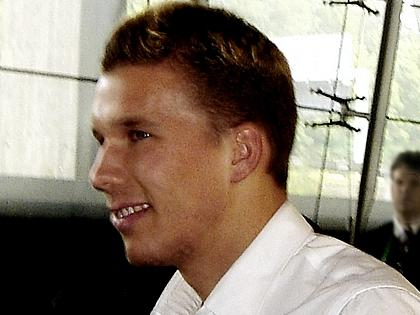
Lukas Podolski

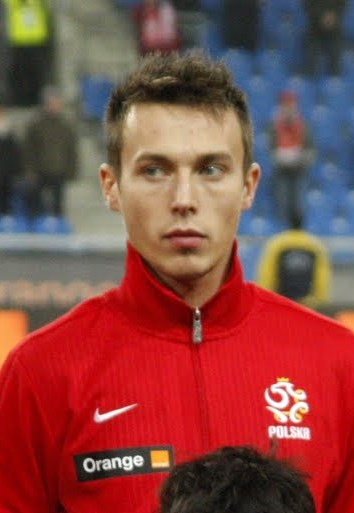
Adam Matuschyk

### Bis 1900
- Martin Stredonius (1587–1649), Jesuit
- Friedrich Wodiczka (1803/05–nach 1860), Politiker und Richter
- Gustav Bartsch (1821–1906), deutscher Illustrator sowie Bildnis- und Genremaler
- Theodor Heimbrod (1821–1882), Jurist und Politiker
- Wilhelm von Blandowski (1822–1878), deutscher Bergbauingenieur und Zoologe
- Heinrich Beer (1829–1926), deutscher Richter
- Hugo Steuer (1829–1908), Architekt und Militärbaumeister
- Carl Gustav Thilo (1829–1885), Jurist und Mitglied des Deutschen Reichstags
- Gustav John von Freyend (1834–1892), preußischer Generalleutnant
- Gustav Neumann (1838–1881), deutscher Schachmeister
- Agnes Wabnitz (1841–1894), deutsche Frauenrechtlerin
- Maximilian von Garnier (1844–1888), deutscher Jurist und Politiker
- Eugen Goldstein (1850–1930), deutscher Physiker
- Fritz von Friedlaender-Fuld (1858–1917), deutscher Großindustrieller jüdischer Abstammung
- Otto Pniower (1859–1932), deutscher Literaturforscher
- Rudolf Hegenscheidt (1859–1908), deutscher Industrieller
- Ferdinand Quade (1860–1915), preußischer Generalmajor
- Wilhelm Hegenscheidt (1861–1895), Eisenindustrieller in Ratibor
- Oscar Troplowitz (1863–1918), Apotheker und Eigentümer der Kosmetikfabrik Beiersdorf in Altona, Mitentwickler der Hautcreme Nivea
- Sigismund Rahmer (1863–1912), deutscher Arzt, Physiologe, Schriftsteller, Literaturhistoriker und Herausgeber
- Samuel Freund (1868–1939), Autor
- Friedrich Hegenscheidt (1870–1954), Jurist, Landrat und Mitglied des Deutschen Reichstags
- Martin Gerste (1872–1956), Sportdirektor
- Richard Huldschiner (1872–1931), österreichischer Schriftsteller
- Richard Perls (1873–1898), deutscher Lyriker
- Richard Wetz (1875–1935), Komponist, Dirigent, Musikpädagoge und Musikschriftsteller
- Leo Petri (1876–1961), SS-Gruppenführer und Generalleutnant der Waffen-SS
- Fritz Rott (1878–1959), deutscher Sozialpädiater und Hochschullehrer
- Kurt Münzer (1879–1944), deutscher Schriftsteller
- Georg Ernst Konjetzny (1880–1957), deutscher Arzt, Chirurg und Hochschullehrer
- Otto Schembor (1880–1938), deutscher Politiker und sächsischer Landtagsabgeordneter
- Arno Spindler (1880–1967), deutscher Marineoffizier und Marineschriftsteller
- Alfred Hauptmann (1881–1948), deutscher Psychiater und Neurologe
- Arthur Silbergleit (1881–1943), deutscher Lyriker und Erzähler
- Hans-Erdmann von Lindeiner-Wildau (1883–1947), deutscher Politiker
- Kurt Huldschinsky (1883–1940), deutscher Kinderarzt
- Wilhelm Haller (1884–1956), deutsch-jüdischer Architekt
- Otto Leske (1884 – nach 1937), Stadtbaurat in Danzig und Dresden
- Alfred Stephan (1884–1924), deutscher Jurist und Politiker
- Bobby E. Lüthge (1891–1964), deutscher Drehbuchautor
- Karl Ferdinand Behr (1892–unbekannt), deutscher Arbeiter, Drucker und Politiker
- Wilhelm Metz (1893–1943), Polizeibeamter, SA-Brigadeführer
- Walter Foerster (1896–1934), deutscher Rechtsanwalt
- Heinrich Wiatrek (1896–1945), deutscher Politiker
- Gottfried Bermann Fischer (1897–1995), deutscher Verleger
- Hermann Eisner (1897–1977), deutscher Rechtsanwalt und Brauereiunternehmer
- Georg Paul Heyduck (1898–1962), deutscher Maler
- Herbert Neumann (1898–1973), deutscher Ingenieur und Hochschullehrer
- Hans von Poncet (1899–1983), deutscher Offizier
- Ernst Mutz (1900–nach 1945), deutscher Politiker (NSDAP), MdR

### 1901 bis 1925
- Jerzy Ziętek (1901–1985), schlesischer Politiker
- Günther Draub (1902–1957), deutscher Politiker (GB/BHE, SPD)
- Fritz Eckert (1902–1942), deutscher Schauspieler und Theaterregisseur
- Hans-Otto Ramdohr (1902–1969), deutscher SA-Standartenführer in Gleiwitz 1938–1945
- Georg Völkel (1902–1990), deutscher Schauspieler und Hörspielsprecher
- Lothar Bolz (1903–1986), deutscher Politiker, Außenminister der DDR
- Rudolf Herrnstadt (1903–1966), deutscher Journalist und Kommunist
- Hedwig Matuschek (1903–1992), deutsche Politikerin (CDU)
- Helmut Bartuschek (1905–1984), deutscher Lyriker und Übersetzer französischer Literatur
- Emanuel Larisch (1906–1944), KPD-Politiker und Widerstandskämpfer gegen den Nationalsozialismus
- Ilse Stanley (1906–1970), deutsche Schauspielerin
- Gerhard Lowack (1907–1945), deutscher Jurist
- Herbert Scherpe (1907–1997), deutscher SS-Oberscharführer
- Richard Fritz Behrendt (1908–1972), deutscher Soziologe
- Richard Kucharczyk (1908–1985), deutscher Kommunist
- Günter Markscheffel (1908–1990), deutscher Journalist und Politiker (SPD)
- Gerhard Sappok (1908–1944), deutscher Historiker
- Alfred Gebauer (1909–2005), deutscher Internist und Pionier der Röntgendiagnostik
- Heinrich Konietzny (1910–1983), deutscher Komponist
- Erich Bock (1911–2001), SS-Hauptsturmführer
- Wilhelm Koppa (1911–ubekannt), deutscher Fußballspieler
- Emil Mrowetz (1913–2007), deutscher Maler und Bildhauer
- Richard Kubus (1914–1987), deutscher Fußballspieler
- Johanna Jung (* 1915), deutsche Professorin für Systematische Pädagogik und Geschichte der Pädagogik
- Rainer Beck (1916–1945), Opfer der NS-Militärjustiz
- Reinhard Schaletzki (1916–1995), deutscher Fußballspieler
- Georg Wrazidlo (1917–1959), deutscher Arzt und Opfer des Nationalsozialismus und des Stalinismus
- Jutta Osten (1918–2009), deutsche Kunstlehrerin, Bildhauerin und Grafikerin
- Hubert Bradel (1920–2002), deutscher Hornist
- Magda Hain (1920–1998), deutsche Sängerin
- Felix Kaul (1920–2013), Bundesanwalt
- Georg Leopold (1920–2004), Schauspieler und Regisseur
- Walter Rehn (1921–2004), Maler und Grafiker
- Heinz-Eberhard Mandera (1922–1995), Prähistoriker und Kurator
- Joachim Lindner (1924–2024), Schriftsteller und Herausgeber
- Georg Prusko (1924–2019), deutscher Politiker (CDU)
- Klaus Ullmann (1925–1997), deutscher Ministerialbeamter, Bankvorstand und Kulturhistoriker
- Hannes Tkotz (1925–2017), deutscher Fußballspieler

### 1926 bis 1950
- Jürgen C. Jagla (1926–1992), Journalist
- Sigrid Munro (* 1926), Schriftstellerin
- Karin Waehner (1926–1999), Tänzerin, Choreografin und Tanzpädagogin
- Christiane Vogel (1926–2006), Schriftstellerin
- Othmar Faber (1927–2008), römisch-katholischer Geistlicher
- Wolf-Dietrich Hardung (1927–2009), Dekan in Bad Cannstatt und Mitbegründer der Friedensgruppe „Ohne Rüstung leben“
- Franz Pauli (1927–1970), Glasmaler
- Margareta Breuer (1928–2023), Sozialarbeiterin und Hochschullehrerin für Soziale Arbeit
- Walther Busse von Colbe (1928–2021), Betriebswirtschaftler
- Herbert Grigers (1928–1983), Politiker (SPD)
- Christiane Mückenberger (1928–2025), Filmwissenschaftlerin
- Eberhard Machens (1929–2018), Geologe
- Horst Bienek (1930–1990), Schriftsteller
- Ingrid Griesa (* 1930), Prähistorikerin
- Waldemar Kozuschek (1930–2009), Chirurg
- Ernst Degner (1931–1983), Motorradrennfahrer
- Johannes Obst (1931–2024), Geograph und Hochschullehrer
- Toni Skaba (* 1932), Fußballspieler
- Günther Eisenhardt (1933–2003), Komponist, Musikwissenschaftler und Hochschullehrer
- Claus Anshof (* 1934), Pädagoge und Historiker
- Reinhard Michalke (1934–2001), Schauspieler
- Michael Schmolke (1934–2023), Kommunikationswissenschaftler
- Egon Franke (1935–2022), Fechter
- Rita Jaeger (* 1935), Model
- Martin Skaba (1935–2024), Fußballspieler
- Hanns Kneifel (1936–2012), Schriftsteller
- Paul Latussek (* 1936), Vizepräsident des Bundes der Vertriebenen (BdV) (1992–2001)
- Olav Münzberg (1938–2020), Literat, Schriftsteller, Lyriker, Erzähler, Essayist und Kritiker
- Rudolf Bialas (1940–2022), Historiker und Pädagoge
- Ekkehard von Braunmühl (1940–2020), Publizist und Kinderrechtler
- Monika Ganseforth (* 1940), Politikerin (SPD) und Bundestagsabgeordnete
- Aleksander Mandziara (1940–2015), polnischer Fußballspieler und -trainer
- Hans-Jürgen Schubert (* 1940), Sprachwissenschaftler und Bibliothekar
- Gabriela Badura (* 1941), Theaterschauspielerin
- Wolfgang Bittner (* 1941), Schriftsteller
- Ulrike Engelke (* 1941), Flötistin und Autorin
- Franz Fietz (* 1941), Politiker (CDU)
- Peter Kern (* 1941), germanistischer Mediävist
- Ekkehard Klausa (* 1941), Buchautor und Privatdozent für Soziologie
- Karin Priester (1941–2020), Historikerin und Soziologin
- Ortwin Lowack (* 1942), Politiker (CSU) und Rechtsanwalt
- Bernd Ogan (1942–2019), Pädagoge und Publizist
- Christian Patermann (* 1942), Jurist und EU-Direktor a. D.
- Hans Dominik Turnovszky (* 1942), österreichischer Hotelier
- Elmar Weingarten (* 1942), Intendant
- Rainer Dollase (* 1943), Bildungsforscher und Hochschullehrer
- Udo Kaller (* 1943), Künstler
- Klaus-Michael Kodalle (* 1943), Philosoph
- Dieter Kottysch (1943–2017), Amateurboxer
- Jürgen Sikora (* 1943), Politiker (CDU)
- Christoph Zöpel (* 1943), Politiker (SPD)
- Michael J. Mihatsch (* 1943), Nephropathologe in Basel
- Vera Jürs (1944–2019), Politikerin (CDU)
- Monika Lindner (* 1944), Generaldirektorin des ORF
- Joachim Marx (* 1944), polnischer Fußballspieler und -trainer
- Manfred Schneider (* 1944), Literatur- und Medienwissenschaftler
- Reinhild Tetzlaff (1944–2010),  Kuratorin
- Michael Tietz (* 1944), Synchronsprecher und Filmschauspieler
- Teresa Kowalska (1946–2023), polnische Chemikerin und Professorin
- Włodzimierz Lubański (* 1947), im Stadtteil Sosnica, polnischer Fußballspieler
- Hans Michalski (* 1948), deutscher Leichtathlet
- Halina Bendkowski (* 1949), polnische Journalistin und Aktivistin der Feministinnen- und Lesbenszene
- Marek Dąbrowski (* 1949), polnischer Fechter
- Krzysztof Zgraja (* 1950), polnischer Solo- und Jazz-Flötist, Komponist und Dirigent

### Ab 1951
- Krzysztof Kobyliński (* 1952), polnischer Jazzmusiker
- Hansi Kraus (* 1952), deutscher Schauspieler (Die Lümmel von der ersten Bank)
- Krystyna Czerni (* 1957), polnische Kunstkritikerin und Kunsthistorikerin
- Andrzej Buncol (* 1959), polnischer Fußballspieler
- Joanna Domańska (* 1959), polnische Pianistin und Pädagogin
- Romuald Mainka (* 1963), deutscher Schachmeister
- Christian Ganczarski (* 1966), deutscher islamistischer Terrorist
- Ilona Ziok (* vor 1968), deutsche Dokumentarfilmerin
- Adrian Wypadlo (* 1970), Theologe
- Katarzyna Kuczyńska-Budka (* 1971), Politikerin
- Katarzyna Ziębik (* 1971), Badmintonspielerin
- Artur Krzeszowiec (* 1972), polnischer Radrennfahrer
- Damian Kallabis (* 1973), deutscher Leichtathlet
- Thomas Sobotzik (* 1974), deutscher Fußballspieler
- Gregor Gleiwitz (* 1977), deutscher Maler
- Rafał Milach (* 1978), bildender Künstler und Fotograf
- Adam Wiercioch (* 1980), polnischer Degenfechter
- Karolina Glazer (* 1982), polnische Jazzsängerin
- Rafael Kazior (* 1983), deutscher Fußballspieler
- Paulina Ligocka (* 1984), polnische Snowboarderin
- Lukas Podolski (* 1985), deutscher Fußballspieler
- Weronika Gawlik (* 1986), Handballspielerin
- Agnieszka Rupniewska (* 1986), Politikerin (SLD) und Stadtpräsidentin von Zabrze
- Sebastian Boenisch (* 1987), deutsch-polnischer Fußballspieler
- Adam Matuschyk (* 1989), polnischer Fußballspieler
- Patryk Dziczek (* 1998), polnischer Fußballspieler

## Berühmte mit Gliwice verbundene Personen
- August Friedrich Holtzhausen (1768–1827), Ingenieur und Fabrikant von ersten preußischen Dampfmaschinen
- John Baildon (1772–1846), schottisch-deutscher Bauingenieur und Konstrukteur
- Theodor Kalide (1801–1863), Bildhauer, Schüler von Johann Gottfried Schadow und Christian Daniel Rauch
- Carl August Wilhelm Hegenscheidt (1823–1891), Begründer der Draht-, Nagel- und Kettenfabrik
- Karl Bartsch (1832–1888), deutscher germanistischer Mediävist und Altphilologe
- Adalbert Kelm (1856–1939), Architekt verschiedener Bauten, unter anderem der Feuerwache in Gliwice sowie der Marineschule Mürwik in Flensburg-Mürwik
- Gustav Eisenreich (1867–1945), Gymnasiallehrer, Geologe, Naturschützer und Heimatforscher
- Magnus Davidsohn (1877–1958), Kantor an der Neuen Synagoge
- Hanns Breitenbach (1890–1945), Bildhauer; einige seiner Werke schmücken noch heute das Stadtbild Gliwices
- Adam Zagajewski (1945–2021), Schriftsteller, aufgewachsen in Gliwice